# Anagrus fennicus
Anagrus fennicus är en stekelart som beskrevs av Soyka 1956. Anagrus fennicus ingår i släktet Anagrus och familjen dvärgsteklar. Inga underarter finns listade i Catalogue of Life.